# Karin Pagmár
Karin Pagmár (Stockholm, 1956. április 29. –) svéd énekesnő és színésznő. 

## Karrier
Pagmár a malmői Állami Színésziskolában szerzett képesítést, és a  detmoldi Nordwestdeutsche Akademién tanult klasszikus éneket. A stockholmi színházakban koncerteken, musicalekben és operettekben szerződtették. 
Útja Stockholmból Bécsbe vezetett, ahol nemzetközi karrierje elkezdődött. Fellépett a bécsi Kamaraoperában, a badeni városi színházban, a schönbrunni kastélyszínhházban, Bregenzben, Bayreuthban és a drezdai Állami Operettszínházban. Több fellépése volt a strasbourgi filharmonikusokkal és a WDR, illetve az NDR szimfonikus zenekaraival.
4 oktávos hangterjedelme lehetővé teszi, hogy kontra-alttól egészen szopránig énekelhessen. Zarah Leander sanzonjainak interpretációi a düsseldorfi Theater an der Kö-ben, a hamburgi Schmidts Tivoliban, a frankfurti Die Komödie színházban, a hannoveri GOP-ban as a drezdai Operettbálonvoltak hallhatók. Günther Emmerlich társaságában turnézott a Die Beine von Dolores című revüben.
Repertoárjában az american songbook feldolgozásai is megtalálhatók, Gershwin, Porter, Arlen és Kern zeneszerzőkkel.

## Fordítás
Ez a szócikk részben vagy egészben  a   Karin Pagmár című német Wikipédia-szócikk ezen változatának fordításán alapul.  Az eredeti cikk szerkesztőit annak laptörténete sorolja fel. Ez a jelzés csupán a megfogalmazás eredetét és a szerzői jogokat jelzi, nem szolgál a cikkben szereplő információk forrásmegjelöléseként.